# シャルル＝ギヨーム・ル・ノルマン・デティオール
シャルル＝ギヨーム・ル・ノルマン・デティオール（フランス語: Charles-Guillaume Le Normant d'Étiolles、1717年5月8日 - 1799年3月18日）は、フランス国王ルイ15世の公式愛妾ポンパドゥール侯爵夫人の夫。

## 生涯
オルレアン出身の役人一家の嫡子であり、父エルヴェ＝ギヨーム・ル・ノルマン・ドゥ・フォールは会計役人、叔父の資産家ル・ノルマン・ドゥ・トゥルネームは徴税請負人であり後のポンパドゥール侯爵夫人となるジャンヌ＝アントワネット・ポワソンの法定後見人であった。叔父の手配により、1741年にジャンヌ＝アントワネット・ポワソンと結婚し、また叔父の莫大な資産の相続人となった。
夫妻には男女2人の子が誕生した。1741年に生まれた男児は生後まもなく夭折し、1744年8月10日に長女アレクサンドリーヌ＝ジャンヌ・デティオールが生まれた。夫妻の別居後はジャンヌ＝アントワネットが長女を引き取ったが、胃の病（腹膜炎と考えられる）により9歳で亡くなった。
1745年6月、ルイ15世はジャンヌ＝アントワネットを見初め、彼女に公式愛妾の地位を手配した。ルイ15世は夫のシャルル＝ギヨームを遠ざけるために、オスマン帝国大使の地位を申し入れたが、シャルル＝ギヨームはそれを拒否した。シャルル＝ギヨームは妻と別居し、フランス一有名な「妻を寝取られた夫」となった。
シャルル＝ギヨームは自分を裏切った妻を生涯許さなかった。ポンパドゥール侯爵夫人からの復縁の手紙を拒否し、彼女の臨終の際にも健康上の理由で立会いを断った。彼はパリで多くの女性と関係することで自分自身を慰め、何人かの私生児を生ませた。ポンパドゥール侯爵夫人の死後、シャルル＝ギヨームは彼の私生児の母で踊り子であったマリー＝エイメ・マルタと結婚し、ロワイヨーモン修道院近くのバイヨンの田舎屋敷に平穏に暮らした。彼と彼の新しい妻は恐怖政治の時代に1年以上拘留されたが、後に釈放され、パリのサンティエ通りの自宅で亡くなった。